# Nossa Senhora de Champion
Nossa Senhora de Champion, também conhecida como Nossa Senhora do Bom Socorro, é um dos títulos com que a Santíssima Virgem Maria é invocada desde as aparições que ocorreram em outubro de 1859 à Adele Brise no vilarejo de Champion, Green Bay, nos Estados Unidos. É conhecida por ser a primeira e única aparição mariana aprovada pela Igreja Católica em terras americanas.

## As aparições

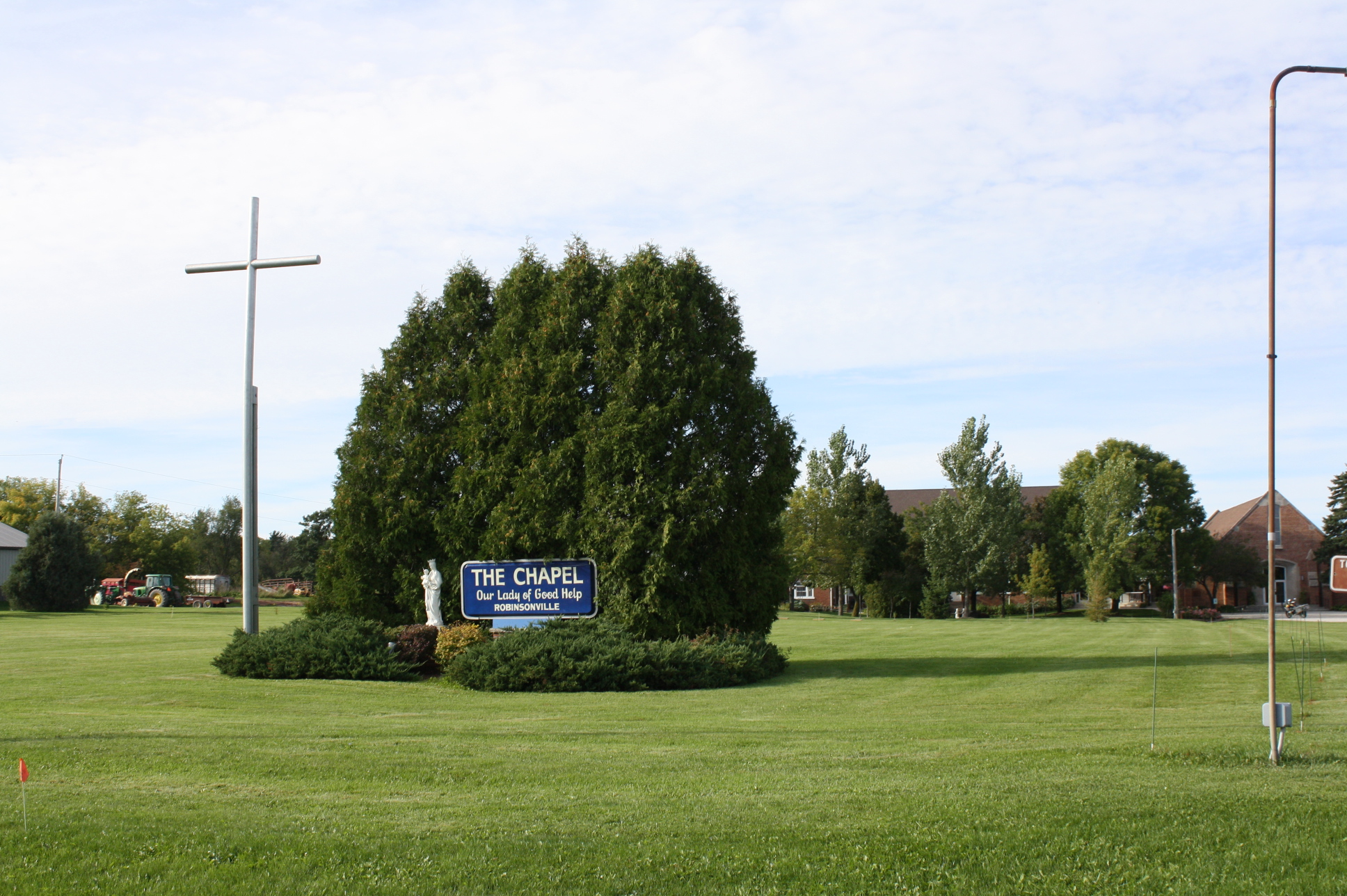
Champion, local onde a Virgem Maria teria aparecido

Adele Brise nasceu na Bélgica, em 30 de janeiro de 1831. Junto de seus pais, Lambert e Catherine Brise, ela imigrou para os Estados Unidos, passando a residir em Champion, um vilarejo rural de Green Bay, estado de Wisconsin, no ano de 1855.
No início de outubro de 1859, Adele andava pelo bosque do vilarejo para chegar a um moinho de trigo quando avistou uma mulher envolta em grande luminosidade, parada entre duas árvores. Estava vestida com uma túnica branca deslumbrante, com a cintura envolta em uma faixa dourada e com uma coroa de estrelas acima de seus cabelos loiros esvoaçantes. Assustada, a jovem Adele começou a orar até que a visão desaparecesse. Quando retornou para sua casa, ela contou aos pais o que tinha visto. Eles sugeriram que talvez fosse uma pobre alma em busca de orações.
Em 9 de outubro de 1859, domingo seguinte à primeira aparição, Adele caminhava pelo mesmo lugar para ir à missa na comunidade de Bay Settlement, em companhia de sua irmã e uma amiga quando, pela segunda vez, Adele avistou a mesma mulher entre as árvores. Apenas Adele conseguia enxergá-la. Ela, então, recorreu ao seu pároco em busca de conselhos. Ele lhe disse que se ela visse a aparição novamente, ela deveria perguntar: "Em nome de Deus, quem é você e o que deseja de mim?".
Voltando da missa naquele mesmo dia, ela viu a aparição pela terceira vez, e desta vez fez a pergunta que o padre lhe disse para fazer. A aparição então respondeu: "Eu sou a Rainha do Céu, que reza pela conversão dos pecadores, e desejo que faças o mesmo. Recebeste a Sagrada Comunhão nesta manhã e isso é bom. Mas deves fazer mais. Faze uma confissão geral e oferece a Comunhão pela conversão dos pecadores. Se não se converterem e não fizerem penitência, meu Filho vai ser obrigado a castigá-los."
A Senhora continuou: "O que fazes aqui, parada, enquanto tuas companheiras trabalham na vinha do meu Filho?" ─ "O que mais posso fazer, querida Senhora?", perguntou Adele. "Reúna as crianças deste país selvagem e mostra-lhes o que deveriam saber para salvar-se." ─ "Mas como lhes ensinarei o que eu mesma sei tão pouco?", replicou a jovem. ─ "Ensina-lhes seu catecismo, como fazer o sinal da cruz e como se aproximar dos sacramentos; isso é o que eu desejo que faças. Vai e não tenhas medo. Eu te ajudarei.” Dizendo isto, Maria ergueu as mãos em sinal de benção e desapareceu.
A jovem começou, então, a fazer o que Nossa Senhora pediu, passando a se dedicar na educação e catequização das crianças do vilarejo. Ela inicialmente caminhava de casa em casa, mas depois fundou uma pequena escola com a ajuda de doações. Outras mulheres se juntaram a ela em seu trabalho e formaram uma comunidade de irmãs com a espiritualidade terciária franciscana, embora Adele Brise nunca tenha feito votos públicos como freira. Adele faleceu em 5 de julho de 1896, aos 65 anos de idade, estando sepultada próximo do santuário. Em junho de 2024, durante uma assembleia plenária da Conferência dos Bispos Católicos dos Estados Unidos, foi realizada uma consulta sobre a possível abertura da causa de beatificação de Adele Brise, que recebeu o apoio unânime dos bispos americanos.

## Milagre no Incêndio Peshtigo
No local da aparição, o pai de Adele construiu uma capela em madeira no ano de 1861, passando a se tornar um local de peregrinação. No entanto, na noite de 8 de outubro de 1871, uma tempestade de fogo se espalhou ao arredor da capela, chegando a atingir casas próximas. Adele iniciou, então, uma procissão suplicando a ajuda da Virgem Maria. O terreno em torno foi atingido mas a capela sobreviveu ilesa, bem como as pessoas que se refugiaram em oração em seu interior. Em 1880, uma capela de tijolos foi construída no lugar, também uma escola e um convento religioso.
Em julho de 1942, foi inaugurada a atual igreja em estilo gótico Tudor pelo bispo Paul Peter Rhode, contando agora com uma capela mariana no subsolo e uma sala para rememorar as graças alcançadas pela intercessão da Virgem Maria. No jardim, são apresentados para os peregrinos as estações da Via Sacra e os mistérios do Rosário.
O maior encontro anual na igreja mariana de Champion acontece em 15 de agosto, data da solenidade da Assunção da Virgem Maria aos Céus, com missa campal e procissão nos jardins do santuário.

## Reconhecimento

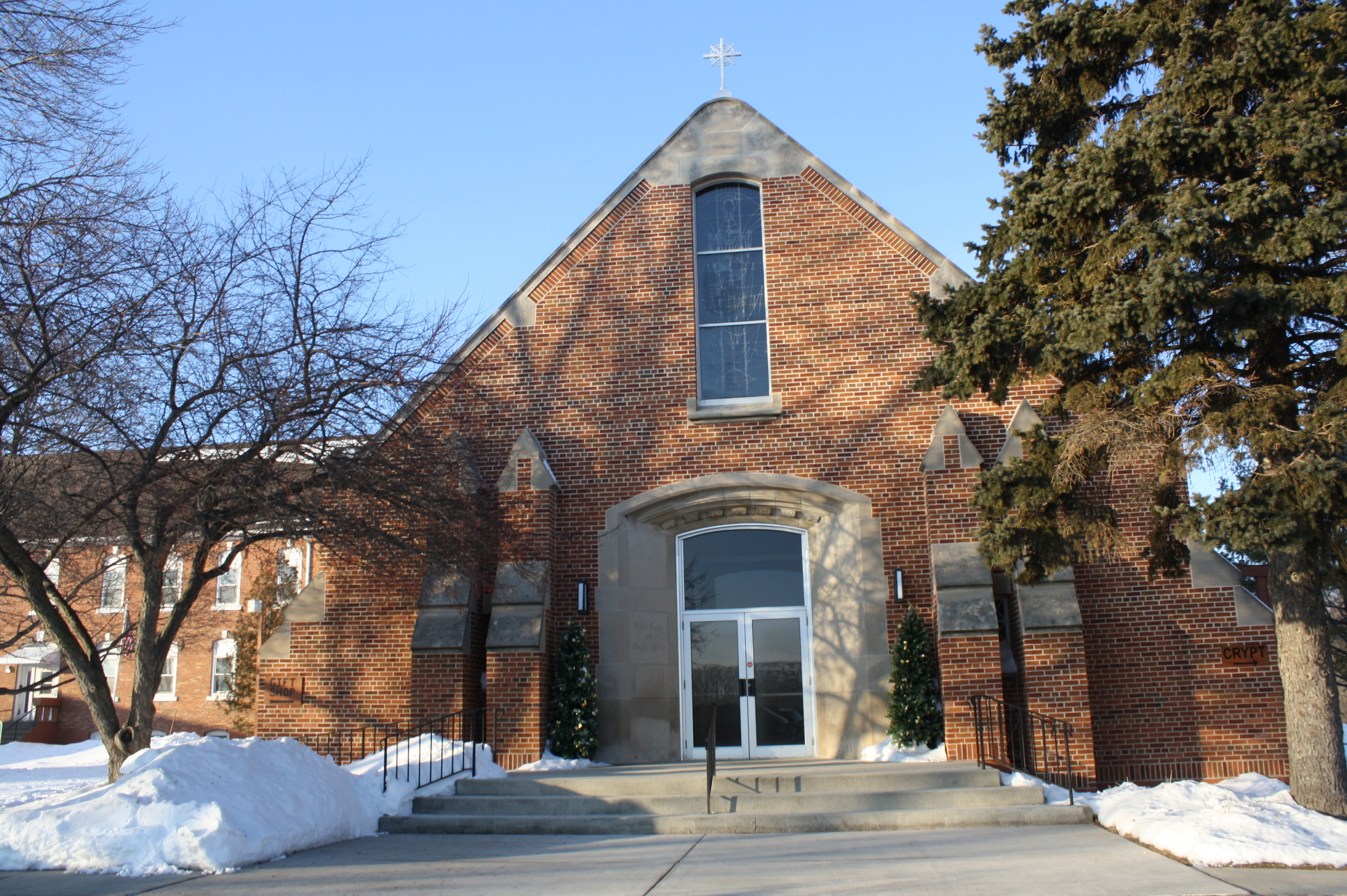
Santuário Nacional de Nossa Senhora de Champion, construído no lugar das aparições

A aparição mariana em Champion, alegada por Adele Brise, começou a ser investigada em 9 janeiro de 2009 pelo bispo diocesano de Green Bay, Dom David Ricken, que observou que seus predecessores endossaram implicitamente o santuário ao realizar serviços religiosos lá ao longo dos anos. Em 8 de dezembro de 2010, as aparições de Champion foram reconhecidas como dignas de fé, fazendo com que se tornasse a primeira e única aparição mariana aprovada em terras americanas.
Em 15 de agosto de 2016, a Conferência dos Bispos Católicos dos Estados Unidos designou a igreja mariana de Champion como Santuário Nacional de Nossa Senhora do Bom Socorro. Em 20 de abril de 2023, o nome do santuário foi alterado para Santuário Nacional de Nossa Senhora de Champion, em conformidade com um pedido feito pelo Dicastério para o Culto Divino e Disciplina dos Sacramentos. Também foi estabelecido que no local da aparição seja celebrado anualmente, em 9 de outubro, a solenidade da aparição de Nossa Senhora em Champion.